# هوانگ یون-ون
هوانگ یون ون (انگلیسی:Huang Yun-wen؛ متولد ۴ نوامبر ۱۹۹۴) یک تکواندوکار تایوانی است. وی در مسابقات تکواندو قهرمانی آسیا ۲۰۱۴ در تاشکند، مدال نقره و در بازی‌های آسیایی ۲۰۱۴ در اینچئون، مدال طلا را بدست آورد. در هر دو مسابقه، او در برابر یون جنگ یئان از کره جنوبی قرار گرفت.